# 北控醫療健康產業
北控醫療健康產業集團有限公司，簡稱北控醫療健康產業（英語：Beijing Enterprises Medical and Health Industry Group Limited，港交所：2389），在1995年，由王曙和陳慧鈺（兩者為創辦人，分別為前首席執行官和董事長），於香港（總部）「旺城國際有限公司」，以及在1996年，於蘇州成立「蘇州東欣工具有限公司」，上市公司前身為「旺城國際控股集團有限公司」（前稱為Wang Sing International Limited），以及「正峰集團有限公司」。
董事長為祝仕興，首席執行官為張景明。該公司業務在中國內地經營醫療、健康及養老、住宅用房地產行業。而原有生產、設計和銷售電動工具業務，也因為成本上漲、毛利率偏低、美國經濟復甦極之緩慢等，在2014年11月21日出售若干電動工具業務，買家為由王正春私有持有「景鈞環球有限公司」，並在2015年1月中股東大會通過完成終止，總代價為668,900,000港元。
股份在2002年4月26日於港交所主板上市。招股價為0.95港元，配售新股為8500萬股，而集資額為6600萬港元。

## 外部連結
- Genvon.com
- bemh.com.hk（页面存档备份，存于）